# Interprétation de Penrose
L'interprétation de Penrose est une spéculation de Roger Penrose sur la relation entre la mécanique quantique et la relativité générale. Penrose propose qu'un état quantique demeure une superposition jusqu'à ce que la différence de courbures de l'espace-temps atteigne un niveau significatif.